# Karol Krystian Wettyn
Karol Chrystian Józef Wettyn, niem. Karl von Sachsen (ur. 13 lipca 1733 w Dreźnie, zm. 16 czerwca 1796 w Dreźnie) – królewicz polski, książę saski, książę Kurlandii i Semigalii w latach 1759–1763.

## Królewicz polski
Karol Krystian Józef Wettyn był synem Augusta III i Marii Józefy. Początkowo przeznaczony był do kariery wojskowej. Podczas wojny siedmioletniej walczył w armii austriackiej przeciw Królestwu Prus.

## Książę Kurlandii i Semigalii
Od 1758 roku przebywał w Sankt Petersburgu. Dzięki poparciu cesarzowej Elżbiety Piotrowny i zabiegom politycznym ojca w 1759 roku został wyznaczony do objęcia wakującego tronu Kurlandii i Semigalii. Jego nominacja zatwierdzona wyłącznie przez Radę Senatu Rzeczypospolitej wywołała początkowo opór szlachty kurlandzkiej, która nie miała wpływu na wybór Wettyna.
8 stycznia 1760 w Warszawie książę złożył swemu ojcu – Augustowi III, hołd lenny. 25 marca 1760 roku zawarł potajemnie ślub z Franciszką Krasińską, z którą doczekał się córki:
- Marii Krystyny Albertyny Karoliny (ur. 7 grudnia 1770, zm. 24 listopada 1851), matki króla Karola Alberta Sardyńskiego.

Jego rządy w Kurlandii i Semigalii były od początku oparte na słabych podstawach i uzależnione od sytuacji w Imperium Rosyjskim. W 1763 roku, gdy na tron rosyjski wstąpiła Katarzyna II, los rządów Wettyna został przesądzony. W związku z powrotem Ernesta Jana Birona, Karol Krystian został oblężony przez wojska rosyjskie w pałacu w Mitawie. Bez pomocy Rzeczypospolitej i wojsk saskich Karol Krystian Wettyn utracił tron i wyjechał do Drezna.

## Pretendent do tronu polskiego
Po detronizacji w Kurlandii i Semigalii Karol Krystian Wettyn wraz z braćmi był kandydatem do korony polskiej po Auguście III.
W 1768 roku Sejm Rzeczypospolitej przyznał mu roczną pensję 12 000 dukatów. W tym czasie książę związał się z konfederatami barskimi, licząc, że dzięki ich pomocy odzyska Kurlandię i Semigalię oraz sięgnie po koronę polską. W 1771 roku wysnuto niezrealizowany plan sprowadzenia królewicza do Rzeczypospolitej, gdzie miał stanąć na czele konfederacji.
Sejm rozbiorowy przyznał w 1773 Karolowi Krystianowi Wettynowi roczną pensję 134 000 złotych, co później potwierdził sejm 1776 roku i konstytucja sejmu grodzieńskiego 1793 roku utrzymująca wysokość pensji książąt saskich.
Karol Krystian Wettyn zmarł w Dreźnie. Pochowany został w klasztorze St. Marienstern na Łużycach.
W 1735 udekorowany Orderem Orła Białego, kawaler saskiego Orderu Świętego Henryka w 1736, rosyjskiego Orderu Świętego Andrzeja w 1758. W tym samym roku odznaczony Orderem św. Aleksandra Newskiego.
Był wolnomularzem od 1772 roku.

## Genealogia
| Prapradziadkowie                                               | elektor Saksonii Jan Jerzy II Wettyn (1613–1680) ∞1638 Magdalena Sybilla Hohenzollernówna (1612–1687) | król Danii i Norwegii Fryderyk III Oldenburg (1609–1670) ∞1643 Zofia Amelia Welf (1628–1685)     | Erdmann August Hohenzollern (1615–1651) ∞1641 Zofia Hohenzollernówna (1614–1646)                        | książę Wirtembergii Eberhard III Wirtemberski (1614–1674) ∞1637 Anna Katarzyna von Salm-Kyrburg (1614–1655) | cesarz rzymski Ferdynand III Habsburg (1608–1657) ∞1631 Maria Anna Habsburżanka (1606–1646)               | elektor Palatynatu Filip Wilhelm Wittelsbach (1615–1690) ∞1653 Elżbieta Amalia Hessen-Darmstadt (1635–1709) | książę Brunszwiku-Lüneburg Jerzy Welf (1582–1641) ∞1617 Anna Eleonora Heska (1601–1659)                | Edward Wittelsbach (1625–1663) ∞1645 Anna Gonzaga (1616–1684)                                          |
| Pradziadkowie                                                  | elektor Saksonii Jan Jerzy III Wettyn (1647–1691) ∞ 1666 Anna Zofia Oldenburg (1647–1717)             | elektor Saksonii Jan Jerzy III Wettyn (1647–1691) ∞ 1666 Anna Zofia Oldenburg (1647–1717)        | margragia Bayreuth Krystian Ernest Hohenzollern (1644–1712) ∞ 1671 Zofia Luiza Wirtemberska (1642–1702) | margragia Bayreuth Krystian Ernest Hohenzollern (1644–1712) ∞ 1671 Zofia Luiza Wirtemberska (1642–1702)     | cesarz rzymsko-niemiecki Leopold I Habsburg (1640–1705) ∞ 1676 Eleonora Magdalena Wittelsbach (1655–1720) | cesarz rzymsko-niemiecki Leopold I Habsburg (1640–1705) ∞ 1676 Eleonora Magdalena Wittelsbach (1655–1720)   | książę Brunszwiku-Lüneburg Jan Fryderyk Welf (1625–1679) ∞ 1668 Benedykta Wittelsbach (1652–1730)      | książę Brunszwiku-Lüneburg Jan Fryderyk Welf (1625–1679) ∞ 1668 Benedykta Wittelsbach (1652–1730)      |
| Dziadkowie                                                     | król Polski August II Mocny (1670–1733) ∞ 1693 Krystyna Eberhardyna Hohenzollernówna (1671–1727)      | król Polski August II Mocny (1670–1733) ∞ 1693 Krystyna Eberhardyna Hohenzollernówna (1671–1727) | król Polski August II Mocny (1670–1733) ∞ 1693 Krystyna Eberhardyna Hohenzollernówna (1671–1727)        | król Polski August II Mocny (1670–1733) ∞ 1693 Krystyna Eberhardyna Hohenzollernówna (1671–1727)            | cesarz rzymsko-niemiecki Józef I Habsburg (1678–1711) ∞ 1699 Wilhelmina Amalia Brunszwicka (1673–1742)    | cesarz rzymsko-niemiecki Józef I Habsburg (1678–1711) ∞ 1699 Wilhelmina Amalia Brunszwicka (1673–1742)      | cesarz rzymsko-niemiecki Józef I Habsburg (1678–1711) ∞ 1699 Wilhelmina Amalia Brunszwicka (1673–1742) | cesarz rzymsko-niemiecki Józef I Habsburg (1678–1711) ∞ 1699 Wilhelmina Amalia Brunszwicka (1673–1742) |
| Rodzice                                                        | król Polski August III Sas (1696–1763) ∞ 1719 Maria Józefa Habsburżanka (1699–1757)                   | król Polski August III Sas (1696–1763) ∞ 1719 Maria Józefa Habsburżanka (1699–1757)              | król Polski August III Sas (1696–1763) ∞ 1719 Maria Józefa Habsburżanka (1699–1757)                     | król Polski August III Sas (1696–1763) ∞ 1719 Maria Józefa Habsburżanka (1699–1757)                         | król Polski August III Sas (1696–1763) ∞ 1719 Maria Józefa Habsburżanka (1699–1757)                       | król Polski August III Sas (1696–1763) ∞ 1719 Maria Józefa Habsburżanka (1699–1757)                         | król Polski August III Sas (1696–1763) ∞ 1719 Maria Józefa Habsburżanka (1699–1757)                    | król Polski August III Sas (1696–1763) ∞ 1719 Maria Józefa Habsburżanka (1699–1757)                    |
| Karol Krystian Wettyn (1733–1796) książę Kurlandii i Semigalii | |                                                                                                  | | | | | | |